# Eschweilera apiculata
Eschweilera apiculata là một loài thực vật có hoa trong họ Lecythidaceae. Loài này được (Miers) A.C.Sm. mô tả khoa học đầu tiên năm 1935.